# Иванка Акрабова-Жандова
Иванка Акрабова-Жандова е българска археоложка в областта на медиевистиката, старши научен сътрудник II степен в Националния археологически институт с музей при Българска академия на науките.

## Биография
Родена е на 9 май 1911 г. в Пловдив. Учи в Робърт колеж в Цариград, Турция, където завършва през 1931 г. Докторска степен получава в Рим през 1937 г. От 1937 до 1949 г. е асистент на Вера Иванова-Мавродинова в Народния музей в София. Член е на Дружеството на българките с висше образование. Съпруга е на режисьора Захари Жандов. От 1950 г. е научен сътрудник, а в периода 1968 – 1972 г. – старши научен сътрудник II степен в Националния археологически институт с музей при Българска академия на науките.
През 1937 – 1939 г. е официален български представител в екипа на Американската археологическа мисия за проучване на пещерата Бачо Киро при Дряново, а през 1941 – 1943 г. – в италианската експедиция за проучване на римския град Улпия Ескус при село Гиген.
През 1950 г. чете лекции в Сорбоната в Париж и Дъмбъртън Оукс в САЩ, а през 1968 г. – в Равена, Италия.
Умира на 1 юни 2008 г.